# Kadasoor, Hosanagara
Kadasoor là một làng thuộc tehsil Hosanagara, huyện Shimoga, bang Karnataka, Ấn Độ.